# Residuo (biochimica)

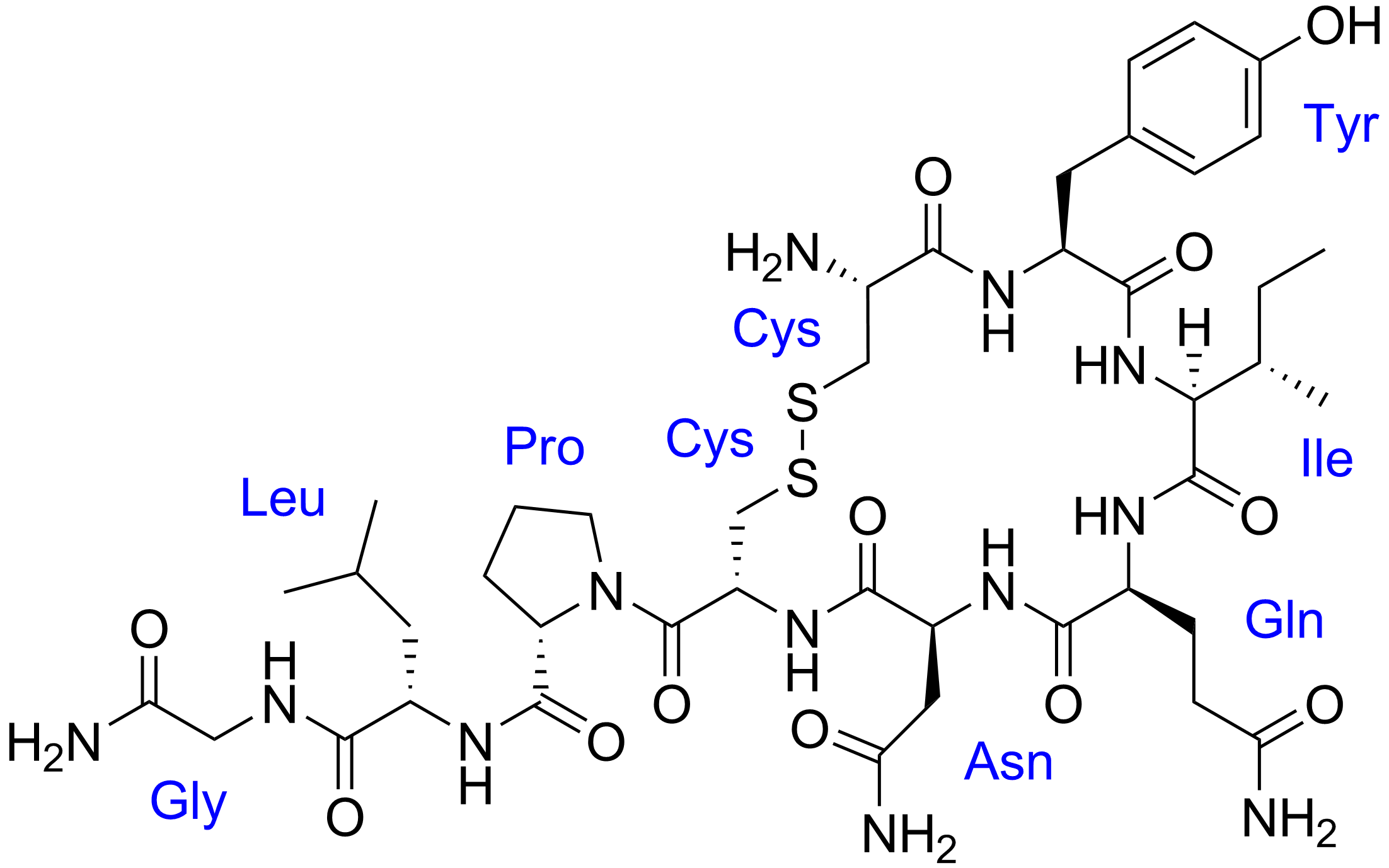
Formula di struttura dell'ossitocina con i residui amminoacidici indicati in blu

In biochimica e in biologia molecolare, un residuo è la porzione di una molecola (generalmente monomerica) che non subisce modificazioni strutturali quando viene coinvolta nel processo di sintesi di una biomolecola complessa o di un polimero. È tipicamente il caso degli amminoacidi i quali, mediante molteplici legami peptidici, vanno a formare una catena polipeptidica; così, per esempio, la sequenza amminoacidica dell'ossitocina è Cys–Tyr–Ile–Gln–Asn–Cys–Pro–Leu–Gly–NH2; le sigle di tre lettere indicano ciascuna un residuo amminoacidico.
Nel caso delle proteine, le catene laterali sono i residui posizionati lateralmente rispetto ai legami peptidici che uniscono tra loro gli alfa-amminoacidi; la prolina costituisce un'eccezione, a causa della sua ammina secondaria.
Allo stesso modo, il termine "residuo" viene usato per i polisaccaridi i cui monomeri sono dei monosaccaridi; è il caso, per esempio, dello stachiosio, un oligosaccaride di struttura la cui composizione è Gal(α1→6)Gal(α1→6)Glc(α1↔2β)Fru, dove le sigle di tre lettere indicano i residui monosaccaridici.
Si parla di residui anche nel caso delle basi azotate (adenina, citosina, guanina, timina e uracile) all'interno di una molecola di acido nucleico (DNA o RNA). Anche gli acidi grassi possono costituire residui di macromolecole lipidiche o di lipoproteine.